# Vinzenz von Orsini-Rosenberg

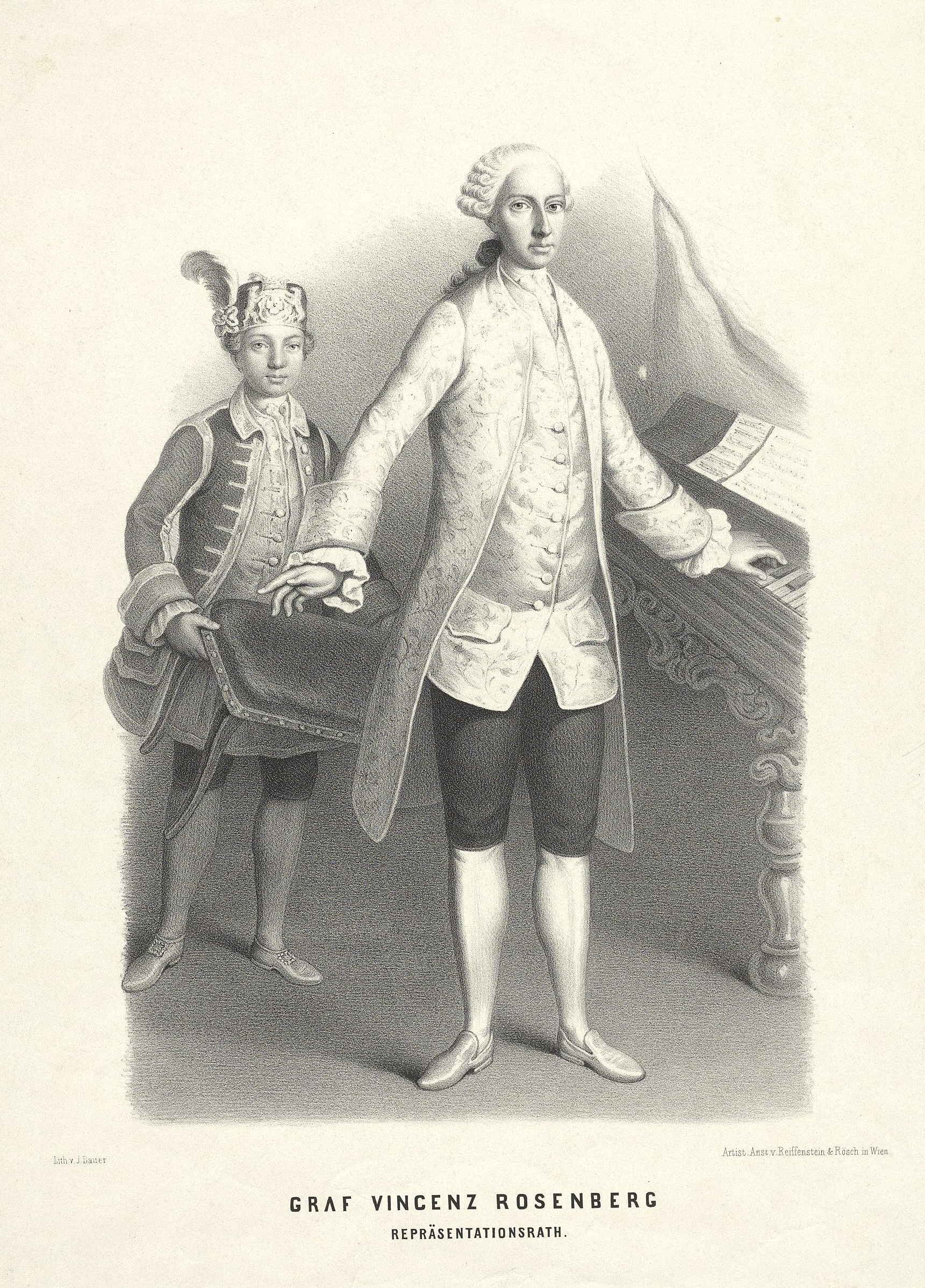
Vinzenz von Orsini-Rosenberg

Vinzenz von Orsini-Rosenberg (* 27. Dezember 1722 in Klagenfurt; † 3. Juli 1794 ebenda), vollständig Vincentius Ferrerius Dominicus de Jesu Josephus Joannes Nepomucenus Joannes Baptista Joannes Evangelista Orsini Reichsgraf von Rosenberg, Freiherr auf Lerchenau und Grafenstein, war ein Kärntner Adeliger aus dem Hause Orsini-Rosenberg. Er war Obersterblandhofmeister im Herzogtum Kärnten und von 1774 bis 1782 Landeshauptmann von Kärnten.
Vinzenz von Orsini-Rosenberg war der Sohn von Graf Philipp Joseph von Orsini-Rosenberg und Gräfin Maria Dominika von Kaunitz. Er war der einzige männliche Vertreter des Hauses seiner Generation, der Nachkommen hatte.

## Leben

### Im öffentlichen Dienst
Nach der häuslichen Erziehung studierte er ab 1736 in Namur (damals Österreichische Niederlande) und später in Graz. 1742 wurde er zum kaiserlichen Kammerherr ernannt. Nach kurzer Zeit beim Militär und diplomatischen Reisen mit seinem Vater wurde Vinzenz von Orsini und Rosenberg in Kärnten 1749 Landrat, kurz danach innerösterreichischer Regierungsrat und 1751 Repräsentationsrat in Graz. 1763 wurde er Gubernial- und wirklicher geheimer Rat. 1773 war er Landeshauptmann der Krain, 1774 bis 1782 von Kärnten.
Seine Amtszeit als Landeshauptmann von Kärnten war geprägt von den maria-theresianischen und josephinischen Reformen. Er selbst war wesentlich am Bau des Klagenfurter Allgemeinen Krankenhauses, des Militärspitals, des maria-theresianischen Waisenhauses (heute Waisenhauskaserne), sowie der Residenz für Erzherzogin Maria Anna beteiligt. Mit der administrativen Neugliederung der habsburgischen Länder verlor Kärnten 1782 seine Selbstständigkeit und wurde der Grazer Regierung unterstellt. Damit wurde auch Vinzenz von Orsini und Rosenberg seines Amtes als Landeshauptmann enthoben. Er zog sich daraufhin aus dem öffentlichen Dienst zurück. Er blieb Landstand und erhielt 1782 das Amt des Erblandhofmeisteramtes für Kärnten.

### Familien- und Wirtschaftspolitik
Orsini-Rosenberg erbte mit dem Tod seines Vaters 1765 dessen Fideikommiss, das aus den Herrschaften Sonnegg, Greifenburg, Grafenstein, Keutschach und Welzenegg, Maria Loretto sowie die Hälfte des Palais Rosenberg in Klagenfurt umfasste. Die Allodialgüter musste er großteils verkaufen bzw. verpfänden, um die Schulden seines Vaters zu begleichen.
Als sein kinderloser Cousin, Franz Xaver Wolfgang von Orsini-Rosenberg, 1790 in den Reichsfürstenstand erhoben wurde, wurden gleichzeitig Vinzenz und seine Nachkommen als seine Nachfolger als Reichsfürst bestimmt. Vinzenz starb allerdings vor dem Reichsfürsten, so dass sein ältester Sohn, Franz Seraph, Franz Xavers Nachfolge als Reichsfürst antrat.
Vinzenz ließ 1768/70 das Schloss Grafenstein, seine Sommerresidenz, ausbauen. Als Baumaterial dafür wurde das verfallende Schloss Stein an der Drau verwendet. 1778 erfolgte eine Renovierung von Schloss Keutschach, um Raum für die Amtskanzlei zu schaffen. 1781 kaufte er von seinem Cousin Franz Xaver die zweite Hälfte des Klagenfurter Familien-Palais.
1780 wurde auf seinen Antrag hin das Fideikommiss von einem Primogenitur- in ein Familien-Fideikommiss umgewandelt. Somit erbten alle Söhne zu gleichen Teilen. Das Fideikommiss umfasste zu diesem Zeitpunkt die Herrschaften Sonnegg, Stein, Höhenbergen, Feuersberg, Rechberg, eine Hälfte des Klagenfurter Palais sowie die Rechbach’sche Gült im Mölltal. Zum Majorat erklärt wurden die Herrschaften Grafenstein, Welzenegg, Keutschach und Greifenburg. Als Allod verblieben die zweite Palais-Hälfte und das Gut Truttendorf.
1786 ließ Vinzenz bei Stein im Jauntal auf eigene Kosten eine hölzerne Brücke über die Drau errichten, um die Anbindung seiner Güter an Klagenfurt zu verbessern. Davor war das Jauntal von Klagenfurt aus nur über Völkermarkt oder durch Überfuhren zu erreichen.

## Familie
Vinzenz heiratete 1756 Anna Maria Juliana Josepha Herrin von Stubenberg (1738–1804). Das Paar hatte zehn Kinder:
- Philippina Nera (1758–1768)
- Gabriela Theresia (1760–1766)
- Franz Seraph (1761–1832), zweiter Reichsfürst
- Maria Dominica (1763–1820)
- Leopold Aloys (1764–1819)
- Vinzenz Ferrerius (1765–1829)
- Maria Cäcilia (1766–1841)
- Sohn († 1767)
- Maria Antonia (1769–1862) heiratete 1790 Graf Nicola Luigi Mancini (1765–1832)
- Maria Seraphina (1769–1841) (Zwillingsschwester von Maria Antonia)